# Kaple Narození Panny Marie (Zásmuky)
Kaple Narození Panny Marie v Lípách se šternberskou hrobkou se nachází na samotě v ulici U Kapličky v severní části Zásmuk v okrese Kolín. Neogotická hřbitovní kaple pochází ze 60. let 19. století, má však barokní jádro z roku 1681. Od města ke kapli vede podél ulice Nádražní stará lipová alej. Podle ní se kapli říká v Lípách. Na severovýchod od kaple leží nevelký obdélný lesní hřbitov, kde byli pohřbíváni zaměstnanci panství, se zděnou neogotickou panskou hrobkou. Kaple i hřbitov jsou od roku 2007 památkově chráněné.

## Historie
Šternberkové získali Zásmuky v roce 1637, kdy je Jan Rudolf ze Šternberka (1601–1638) koupil od Václava Michny z Vacínova († 1667).
Adolf Vratislav ze Šternberka (1627–1703), syn Jana Rudolfa a pozdější nejvyšší purkrabí Českého království, nechal kapli postavit v roce 1681 jako poděkování za odvrácení moru. Kaple byla opravena v roce 1783. V roce 1867 ji nechal v novogotickém stylu upravit Jaroslav ze Šternberka (1809–1874) a na severu k ní nechal postavit nízký obdélný přístavek, který slouží jako vchod do krypty. Kaple byla opravena v roce 1968 z daru paní Kostelecké ze Svojšic a v roce 2004 na náklady majitelky zásmuckého zámku Franzisky Diany Sternbergové Phipps (* 1936), prapraneteře stavebníka šternberské hrobky Jaroslava.

## Architektura a interiéry
Hranolová kaple s okosenými nárožími je na čtvercovém půdorysu o délce vnitřní strany 5,3 metru. Nahoře je zakončena atikou s cimbuřím a fiálami. Fasády zdobí pilastry, v rozích byly původně umístěny sochy svatých. Na jižní straně je vstup do kaple, na západní a východní straně jsou lomená okna a na severu vstup do hrobky.
Uvnitř kaple se nachází dřevěný pseudogotický oltář bez sochařské výzdoby a tři řady dřevěných lavic. Na oltáři bývaly ještě na počátku 20. století sošky Panny Marie uprostřed, Ježíše Krista nahoře a po stranách sošky světců. Za hlavním oltářem jsou zbytky barokní nástěnné malby.

## Seznam pohřebných
V kryptě byly pohřbeny tři osoby. Náhrobní kameny ve stěnách kaple připomínají, že je zde pohřben Jaroslav ze Šternberka, jeho žena Eleonora a jejich vnuk Karel Hohenlohe-Bartenstein, který zemřel záhy po narození.

### Chronologicky podle data úmrtí
V tabulce jsou uvedeny základní informace o pohřbených.
| Pořadí | Gene-race           | Jméno pohřbeného                     | Datum a místo narození                                                          | Otec                                                                                        | Datum a místo sňatku, choť                          | Pohřeb a uložení do hrobky | Poznámky |
| Pořadí | Gene-race           | Jméno pohřbeného                     | Datum a místo úmrtí                                                             | Matka                                                                                       | Datum a místo sňatku, choť                          | Pohřeb a uložení do hrobky | Poznámky |
| ------ | ------------------- | ------------------------------------ | ------------------------------------------------------------------------------- | ------------------------------------------------------------------------------------------- | --------------------------------------------------- | -------------------------- | --- |
| 1.     |                     | Eleonora Orczy de Orczi              | 16. 5. 1811                                                                     | Josef Orczy de Orczi                                                                        | 28. 4. 1835 Budapest Jaroslav ze Šternberka (č. 2)  |                            | Dáma Řádu hvězdového kříže (1841), palácová dáma. |
| 1.     | 20. 12. 1865 Padova | Eleonora Orczy de Orczi              | Františka Pejácsevich de Veröcze                                                |                                                                                             | 28. 4. 1835 Budapest Jaroslav ze Šternberka (č. 2)  |                            | Dáma Řádu hvězdového kříže (1841), palácová dáma. |
| 2.     | 18.                 | Jaroslav ze Šternberka               | 11. 2. 1809 Zásmuky                                                             | Josef Leopold (Leopold I.) ze Šternberka 24. 9. 1770/1776 Praha – 18. 2. 1858 Vídeň         | 28. 4. 1835 Budapest Eleonora Orczy de Orczi (č. 1) |                            | C. k. komoří (1845), tajný rada (1867), major, dědičný člen rakouské Panské sněmovny, majitel majorátních statků Častolovice a Zásmuky.                                                                        |
| 2.     | 18.                 | Jaroslav ze Šternberka               | 18. 7. 1874 Praha                                                               | Marie Karolína z Walseggu 19. 1. 1781 Vídeňské Nové Město – 2. 6. 1857 Vídeň                | 28. 4. 1835 Budapest Eleonora Orczy de Orczi (č. 1) |                            | C. k. komoří (1845), tajný rada (1867), major, dědičný člen rakouské Panské sněmovny, majitel majorátních statků Častolovice a Zásmuky.                                                                        |
| 3.     |                     | Karel Maria z Hohenlohe-Bartensteinu | 27. 7. 1862                                                                     | Karel z Hohenlohe-Bartensteinu 2. 7. 1837 Haltenbergstetten – 23. 5. 1877 Haltenbergstetten |                                                     |                            | Vnuk Jaroslava ze Šternberka (č. 2) a Eleonory (č. 1). Jeho mladší sourozenci Jan (1863–1921), 8. kníže z Hohenlohe-Bartensteinu, Marie Jindřiška (1861–1933) a Eleonora (1864–1945) se dožili dospělého věku. |
| 3.     | 27. 7. 1862         | Karel Maria z Hohenlohe-Bartensteinu | Rosa Karolína Leopoldina ze Šternberka 16. 3. 1836 Gyöngyös – 15. 5. 1918 Vídeň |                                                                                             |                                                     |                            | Vnuk Jaroslava ze Šternberka (č. 2) a Eleonory (č. 1). Jeho mladší sourozenci Jan (1863–1921), 8. kníže z Hohenlohe-Bartensteinu, Marie Jindřiška (1861–1933) a Eleonora (1864–1945) se dožili dospělého věku. |